# SJ X2

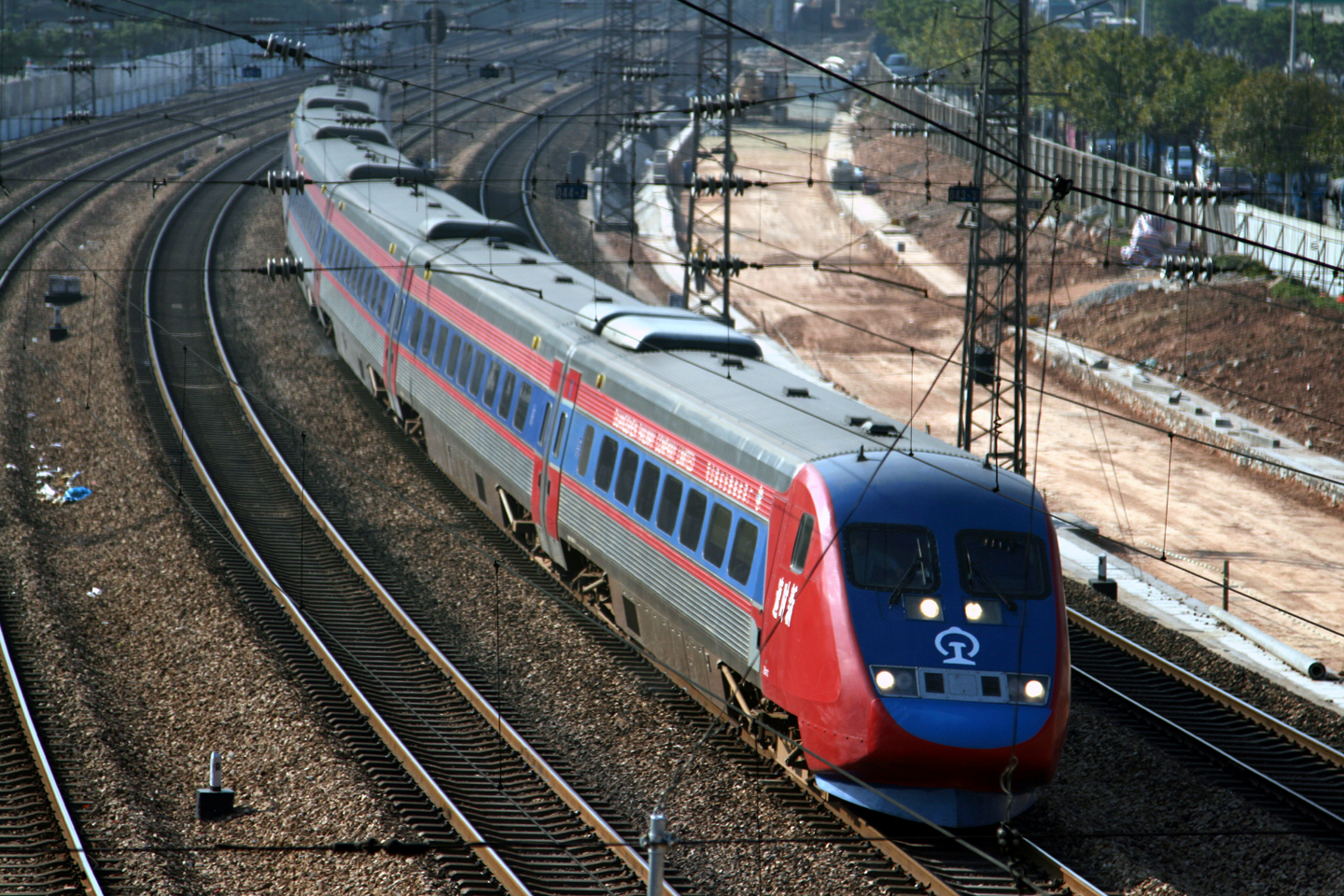
XX 2000 "Xinshisu" in China (2006)

De SJ X2, later ook wel X2000 genoemd, is een zesdelig / zevendelig elektrisch treinstel voor het personenvervoer op de lange afstand van de Zweedse spoorwegonderneming SJ.

## Geschiedenis
Ook de Zweedse spoorwegen (Statens Järnvägar) zagen zich, vanaf de jaren 1960, met de vraag geconfronteerd, hoe aan de concurrentie van de auto en het vliegtuig het hoofd te bieden. Het bestaande spoorwegnet liet, door de vele bochten (in spoorwegjargon: bogen), weinig versnelling van de diensten toe. In het relatief dunbevolkte land was het bouwen van een net van aparte hogesnelheidslijnen geen economisch haalbare optie. Besloten werd gebruik te maken van kantelbaktreinen. Hierbij beweegt de rijtuigbak in bochten naar de binnenkant van de bochten. Door de verplaatsing van het zwaartepunt van het rijtuig, kunnen bogen met hogere snelheid bereden worden. Aanpassingen aan de infrastructuur konden beperkt blijven tot uitbreiding van het seinstelsel: de kosten hiervan bedroegen een fractie van de kosten die met een complete nieuwe lijn gemoeid zouden zijn.
Het treinstel werd in de jaren 1960 door Kalmar Verkstad ontwikkeld en gebouwd. Na experimenten, begonnen in de jaren 70, werden vanaf 1990 onder de naam X2000 treinstellen van het type X2 ingezet op een aantal verbindingen. De treinen werden voor meer comfort bij hoge snelheid van kantelbaktechnologie voorzien.
De treinen werden geleverd door ABB/Adtranz (nu Bombardier). Aanvankelijk hadden de treinstellen alleen eerste klasse; vanaf 1995 ook tweede klasse. De maximale snelheid bedraagt 200 km/u. In vergelijking met "pure" hogesnelheidstreinen is dit bescheiden te noemen, doch deze snelheidwinst is voldoende om een aanmerkelijke tijdwinst te realiseren. De reistijd tussen Stockholm en Göteborg is met een uur teruggebracht.
Deze treinen worden in de toekomst door SJ vervangen door treinen van de serie X 55 van het Bombardier-type Alfa.
In september 2012 keerde het 44ste treinstel gebouwd voor "Xinshisu" te Hongkong terug in Zweden. Dit treinstel was in 2007 buiten dienst gesteld. Het treinstel gaat bij de aanstaande revisie van alle treinstellen als onderdeelleverancier dienen. De rijtuigen worden gebruikt om een aantal treinstellen te verlengen.
In juni 2013 maakte SJ bekend dat 36 treinstellen bestaande uit 6 delen tussen 2014 en 2019 door Stadler Rail en Asea Brown Boveri gemoderniseerd zullen worden. Het gaat hierbij om het interieur en de techniek. Het eerste treinstel bestaande uit motorwagen, tussenrijtuig en stuurstandrijuig wordt in de werkplaats van de SOB te Samstagern omgebouwd. Deze treinstellen zouden hierdoor tot 2035 dienst kunnen doen. Stadler Rail gaat hiervoor in Zweden een nieuwe standplaats inrichten.

## Ongeval
Op 1 januari 2011 botste in het station Malmö Centraal een lege X2000 met hoge snelheid op een stootblok. De schade aan de trein was zeer groot. De machinist raakte, als enige persoon in de trein, lichtgewond.

## Constructie en techniek
De trein is samengesteld uit een motorwagen met vier tot zes tussenwagens en een stuurstandwagen. De tussenwagens en de stuurstandwagen zijn uitgerust met kantelbaktechniek. Een aantal treinen die van en naar Kopenhagen dienstdoen zijn aangepast om op de Deense bovenleidingspanning te kunnen rijden.
De treinen zijn comfortabel uitgevoerd, met airconditioning en een buffetrijtuig, en beschikten bij de indienststelling over een fax ten behoeve van de reizigers. Bij het rijden van twee treinen in treinschakeling wordt een aparte kabel voor hoogspanning aangebracht. (zie foto)

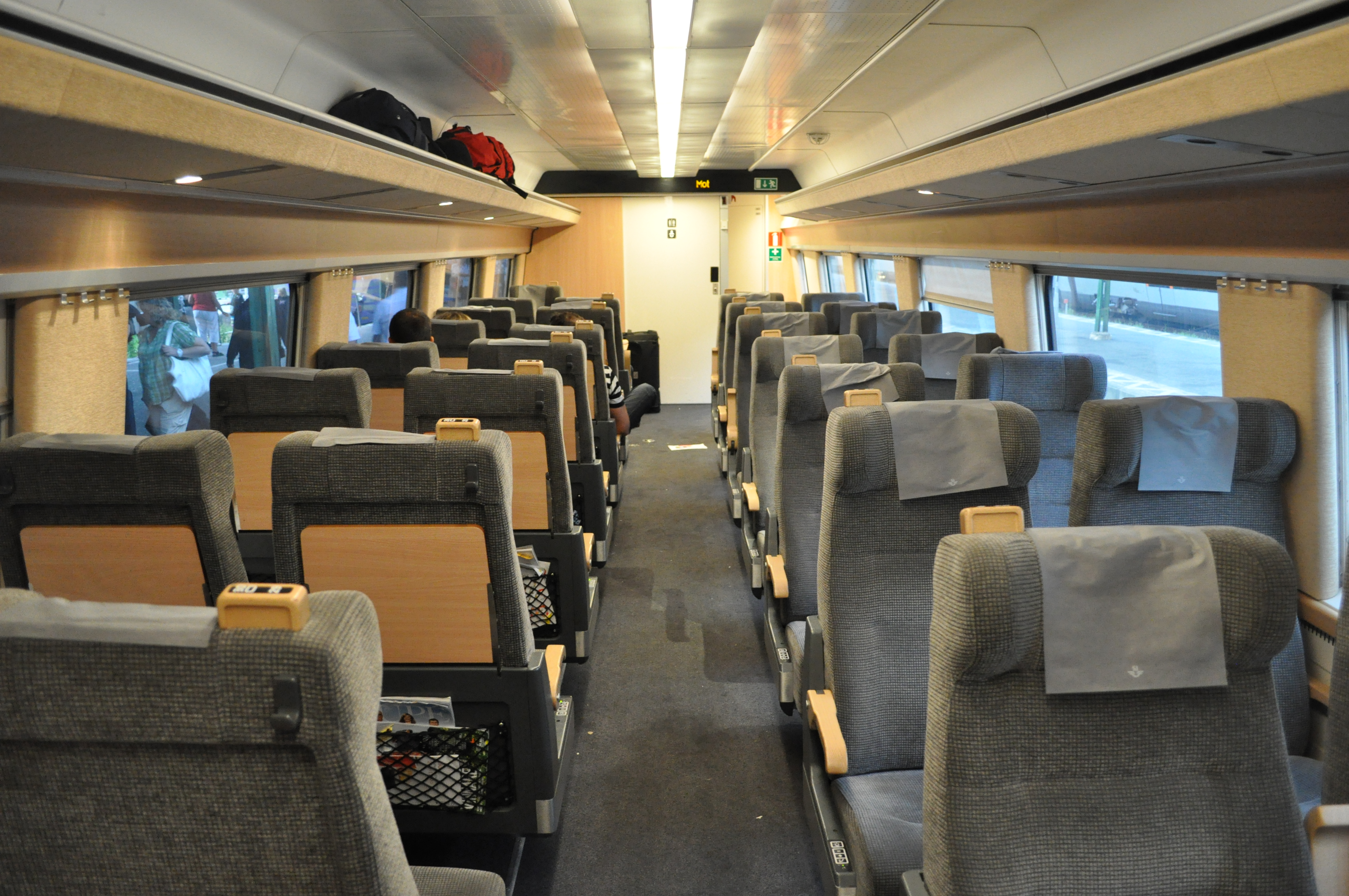
tweede klasse in de X2000

### Zitplaatsen
De X2000 is een van de weinige treinen in Zweden waarbij de stoelen links en rechts verschillend zijn. Zo zijn de zitplaatsen links tegengesteld aan de zitplaatsen rechts. De tweede klas heeft een 2-2 configuratie met ruime zetels. De eerste klas heeft de stoelen in een 2+1-opstelling.

## Internet
In 2005 werden de treinen uitgerust met draadloos internet door middel van een wifiverbinding. Deze was gratis beschikbaar voor de 1steklassepassagiers en tegen betaling voor de 2de Klasse. Anno 2014 zijn de treinen uitgerust met een 4G-verbinding, die voor alle passagiers gratis is. De plaatsing van signaalversterkers verbetert de bereikbaarheid van mobiele bellers.

## Treindiensten
De treinen werden door de Statens Järnvägar (SJ) op de volgende trajecten ingezet:
| Traject                                    | Reistijd      | Afstand / Gemiddelde snelheid | Aantal ritten per dag per richting die op beide stations stopt                       |
| ------------------------------------------ | ------------- | ----------------------------- | ------------------------------------------------------------------------------------ |
| Stockholm - Falun                          | 2 uur 23 min. | 253 km / 106 km/h             | 2                                                                                    |
| Stockholm - Gävle                          | 1 uur 21 min. | 182 km / 134 km/h             | 11                                                                                   |
| Stockholm - Göteborg normaal, met stops    | 3 uur 7 min.  | 455 km / 146 km/h             | 16                                                                                   |
| Stockholm - Göteborg direct                | 2 uur 52 min. | 455 km / 159 km/h             | 2                                                                                    |
| Stockholm - Jönköping via Nässjö           | 3 uur 10 min. | 389 km / 123 km/h             | 1                                                                                    |
| Stockholm - Karlstad                       | 2 uur 16 min. | 329 km / 145 km/h             | 3 een trein tot Arvika en twee treinen van Arvika                                    |
| Stockholm - Kopenhagen                     | 5 uur 4 min.  | 661 km / 130 km/h             | 2                                                                                    |
| Stockholm - Malmö                          | 4 uur 20 min. | 614 km / 140 km/h             | 13                                                                                   |
| Stockholm - Nässjö                         | 2 uur 28 min. | 346 km / 140 km/h             | 14                                                                                   |
| Stockholm - Skövde                         | 1 uur 57 min. | 311 km / 160 km/h             | 18                                                                                   |
| Katrineholm - Skövde                       | 1 uur 2 min.  | 180 km / 174 km/h             | 7                                                                                    |
| Stockholm - Strömstad                      | 4 uur 55 min  | 558 km / 115 km/h             | 1 (tot Uddevalla, alleen in de zomer tot Strömstad)                                  |
| Stockholm - Sundsvall                      | 3 uur 19 min. | 402 km / 121 km/h             | 8                                                                                    |
| Stockholm - Uddevalla                      | 3 uur 45 min. | 466 km / 125 km/h             | 1                                                                                    |
| Stockholm - Åre                            | 5 uur 52 min. | 658 km / 113 km/h             | 1 (december - april/mei, juni - augustus), en extra ritten tijdens de winter.        |
| Stockholm - Östersund via Bollnäs          | 4 uur 38 min. | 551 km / 120 km/h             | 2                                                                                    |
| Stockholm - Östersund via Sundsvall        | 5 uur 33 min. | 602 km / 109 km/h             | 1                                                                                    |
| Kopenhagen - Göteborg via Malmö-Hässleholm | 3 uur 36 min. | 352 km / 98 km/h              | 3 (vervangen door Öresundståg. Onderdeel van de vroegere Internoord/Linx-verbinding) |
| Kopenhagen - Växjö via Malmö-Alvesta       | 2 uur 33 min. | 245 km / 96 km/h              | 1                                                                                    |
| Odense - Stockholm                         | 6 uur 39 min. |                               | 1 (van 10 oktober 2010 tot 6 oktober 2011)                                           |
| Kopenhagen - Stockholm                     | 5 uur 02 min. |                               | 5                                                                                    |

## Foto's

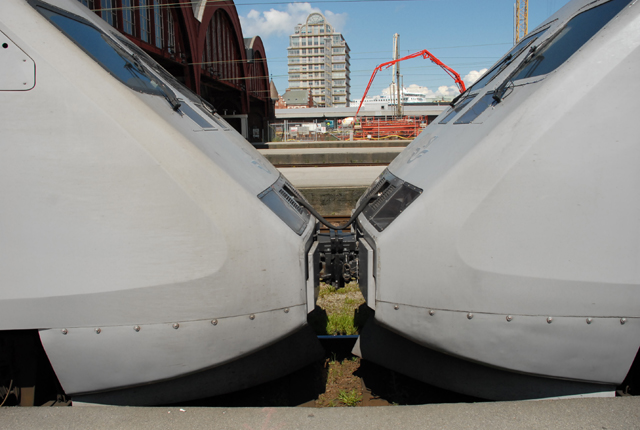
SJ X2 gekoppeld met X2 op 10 juli 2007 te Malmö C
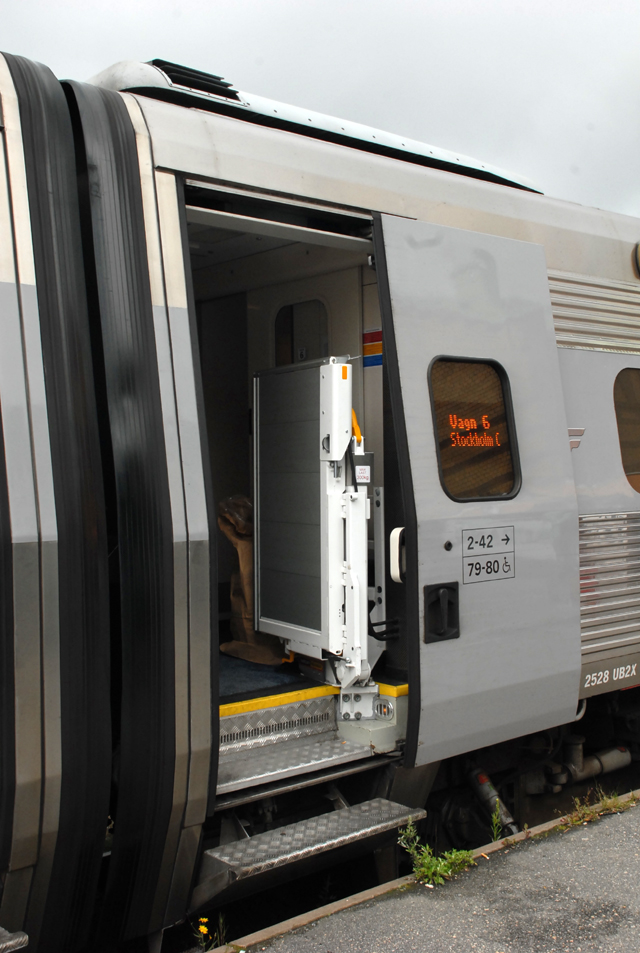
rolstoellift op balkon van rijtuig 6